# Pirata browni
Pirata browni är en spindelart som beskrevs av Willis J. Gertsch och Davis 1940. Pirata browni ingår i släktet Pirata och familjen vargspindlar. Inga underarter finns listade i Catalogue of Life.